# Erianthus guttatus
Erianthus guttatus är en insektsart som först beskrevs av John Obadiah Westwood 1842.  Erianthus guttatus ingår i släktet Erianthus och familjen Chorotypidae. Inga underarter finns listade i Catalogue of Life.